# Граф Нортумбрии
Граф Нортумбрии (англ. Earl of Northumbria) — один из аристократических титулов раннесредневековой Англии. Титул возник в период формирования англодатской монархии Кнуда Великого в начале XI века, когда на территории бывшего англосаксонского королевства Нортумбрии была образована отдельная провинция под управлением скандинавских эрлов. После нормандского завоевания Англии графы Нортумбрии оставались последними представителями англосаксонской аристократии в государстве Вильгельма Завоевателя. В 1095 году провинция была ликвидирована, а титул графа упразднён. В период феодального хаоса второй трети XII века Нортумбрия попала под власть шотландцев, но в 1157 году была возвращена в состав владений английского короля. Впоследствии на её территории было создано несколько более мелких административных образований, а титул графа Нортумбрии перестал существовать.

## История титула
Нортумбрия была одним из англосаксонских королевств периода гептархии, занимающее территорию всей северной Англии от Хамбера до Ферт-оф-Форта. После крушения королевства в результате завоеваний датских викингов в 867 году, северо-восточная часть Нортумбрии, примерно соответствующая исторической Берниции, осталась под властью англосаксов, тогда как остальная часть вошла в состав Данелага. Англосаксонская Нортумбрия находилась под управлению элдорменов Нортумбрии (Берниции) из местной аристократии, а территория к югу от Тиса в 919 году была завоёвана норвежцами и на её основе было образовано Йоркское королевство. Лотиан в конце X века вошёл в состав Шотландии.
Во время второй волны скандинавских нашествий, в начале XI века, вся Нортумбрия (кроме Лотиана) оказалась под властью англо-датской монархии Кнуда Великого. Король Кнуд разделил Англию на несколько крупных провинций, управляемых его соратниками. Одной из таких провинций стала Нортумбрия, во главе которой встал датский викинг, эрл Эрик Хлатир. Власть скандинавских эрлов была свергнута в результате восстания 1065 года.
После нормандского завоевания Англии в 1066 году некоторое время Нортумбрией продолжали управлять представители местных англосаксонских фамилий с титулом графа. Однако недовольство нормандцами здесь вылилось в несколько восстаний, жестоко подавленных Вильгельмом Завоевателем («Опустошение Севера» 1069—1070 гг.). После этого графство Нортумбрия просуществовало недолго: в 1075 году оно было передано под управление епископа Даремского, а в 1095 году окончательно ликвидировано. Территория бывшего графства Нортумбрия позднее была разделена между графствами Нортумберленд, Йоркшир и Дарем, а западные области вошли в состав графств Камберленд и Уэстморленд.

## Список графов Нортумбрии

### Англосаксонские элдормены Нортумбрии
- Осульф I (954—963), элдормен Берниции c 930 г.
- Вальтеоф (963—995)
- Ухтред (995—1016)

### Англо-датские эрлы Нортумбрии
- Эрик Хлатир (1016—1023)
- Сивард (1031—1055)
- Тостиг (1055—1065)
- Моркар (1065—1066)
- Копси (1067)
- Осульф II (1067)
- Госпатрик (1067—1068)

### Англо-нормандские графы Нортумбрии
- Роберт де Комин (1068—1069)
- Госпатрик (1069—1072), второе правление
- Вальтеоф (II) (1072—1075)
- Уильям Валшер (1075—1080), епископ Даремский (с 1071 г.)
- Обри де Куси (1080), возможно номинально до 1086 г.
- Роберт де Мобрей (1086—1095)

### Шотландские графы Нортумбрии
- Генрих Шотландский (1139—1152)
- Вильгельм I Лев (1153—1157)